# Crateroscelis murina
A Crateroscelis murina a madarak osztályának verébalakúak (Passeriformes) rendjébe és az ausztrálposzáta-félék (Acanthizidae) családjába tartozó faj. A családot egyes szervezetek a gyémántmadárfélék (Pardalotidae) családjának, Acanthizinae alcsaládjáként sorolják be.

## Rendszerezése
A fajt Philip Lutley Sclater angol ornitológus írta le 1858-ban, a Brachypteryx nembe Brachypteryx murinus néven. Besorolása vitatott egyes szervezetek az Origma nembe helyezik Origma murina néven.

## Alfajai
- Crateroscelis murina capitalis Stresemann & Paludan, 1932
- Crateroscelis murina fumosa Ripley, 1957
- Crateroscelis murina monacha (G. R. Gray, 1858)
- Crateroscelis murina murina (P. L. Sclater, 1858)
- Crateroscelis murina pallida Rand, 1938 [1]

## Előfordulása
Új-Guinea szigetén, Indonézia és Pápua Új-Guinea területén honos. A természetes élőhelye szubtrópusi és trópusi síkvidéki és hegyi esőerdők.

## Megjelenése
Testhossza 12 centiméter.

## Életmódja
Ízeltlábúakkal táplálkozik.